# Stížný list proti upálení Mistra Jana Husa

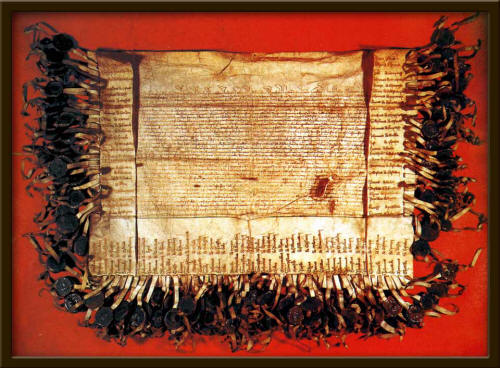
Stížný list proti upálení Jana Husa

Stížný list proti upálení Jana Husa je dokument ze dne 2. září 1415, na který připojilo své pečetě celkem 452 českých a moravských šlechticů. Jeho text vznikl během druhé poloviny srpna. List byl vytvořen v osmi latinsky psaných exemplářích, které byly během září vystaveny k pečetění a které dne 30. prosince předložil koncilu v Kostnici důvěrník Jeronýma Pražského. Zachoval se pouze exemplář II, uložený v Edinburghu, z něhož byly vytvořeny dvě faksimile (první je uloženo v pražském Národním muzeu a druhé z roku 2007 se nachází v Ženevě).

## Historie vzniku a význam dokumentu
Upálení Mistra Jana Husa vyvolalo v českých zemích rozhořčení. Výsledkem bylo sepsání Stížného listu signovaného nejvýznamnějšími českými a moravskými rody. Autoři kritizují, že Hus byl odsouzen, přestože se koncilu nepodařilo dokázat mu vinu. Upálení Jana Husa autoři a signatáři považují za urážku celé země. Koncil prohlásil signatáře za kacíře a požadoval, aby předstoupili před tento církevní orgán.
Tímto dokumentem se poprvé v historii česká a moravská šlechta otevřeně postavila proti výroku církevního orgánu. Dokument je zároveň prvním nejúplnějším seznamem českých a moravských šlechtických rodů.

## Exempláře
Jednotlivé exempláře byly vystaveny k pečetění na různých místech českých zemí:
- I – vysoká šlechta z Čech (35 jmen)
- II – Čáslavsko (100 jmen)
- III – Bechyňsko a Prácheňsko (102 jmen)
- IV – Chrudimsko (84 jmen)
- V – vysoká šlechta z Moravy (24 jmen)
- VI – východní Morava (26 jmen)
- VII – západní a jihozápadní Morava (27 jmen)
- VIII – střední, severovýchodní a severní Morava včetně Opavska (54 jmen)

## Seznam signatářů

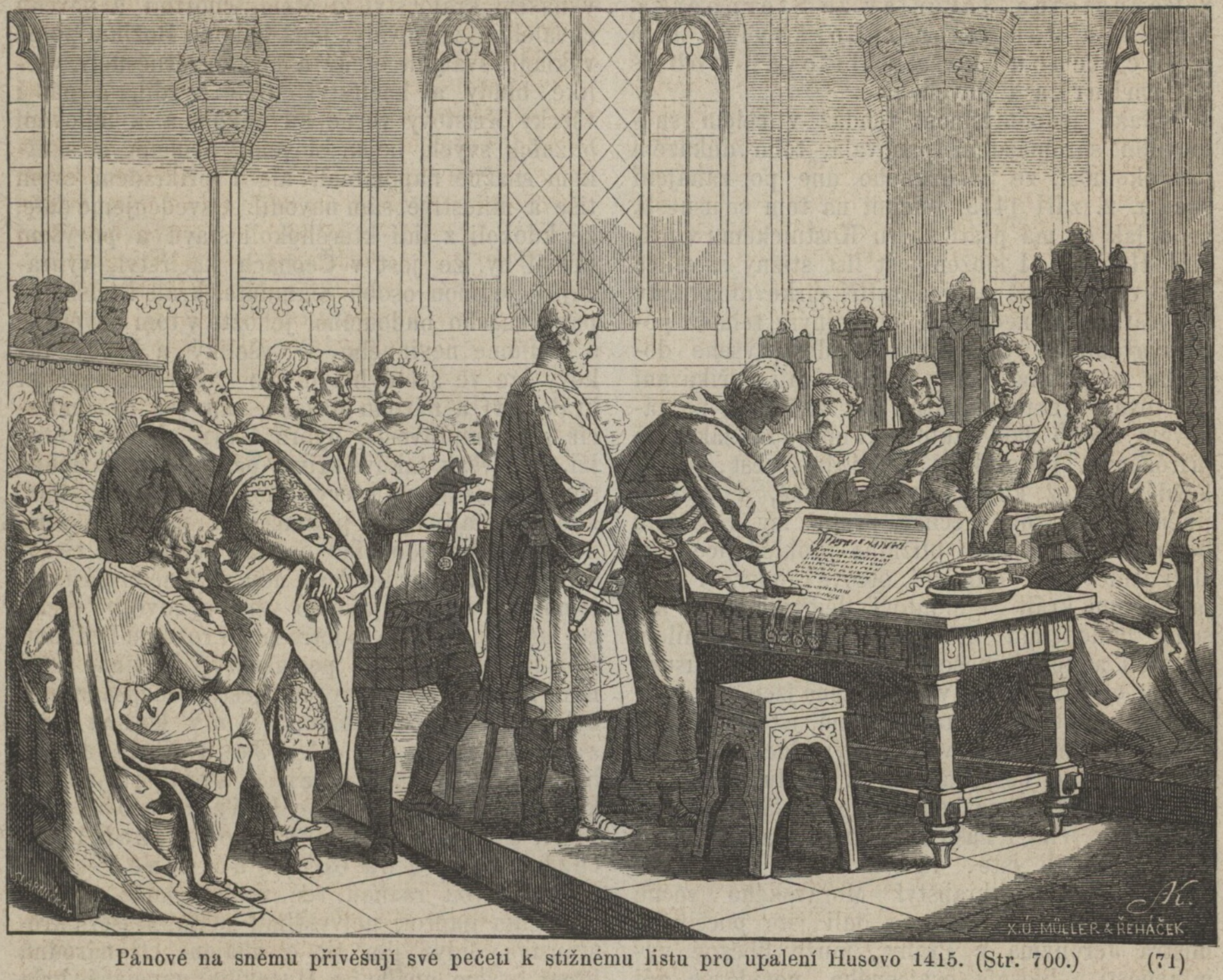
Pánové na sněmu přivěšují své pečeti k stížnému listu pro upálení Husovo 1415 (Česko-moravská kronika, 1868)

### I – vysoká šlechta z Čech
- Čeněk z Vartenberka a Veselé (nejvyšší purkrabí pražský), Lacek z Kravař a Helfštejna (hejtman markrabství Moravského), Boček starší z Kunštátu a Poděbrad, Vilém ze Zvířetic, Jan starší z Hradce, Jindřich z Vartenberka (purkrabí v Hradci Králové), Mikeš z Potštejna a Žampachu, Jindřich Škopek z Dubé, Oldřich IV. Vavák z Hradce, Jan mladší z Opočna, Smil Holický ze Šternberka, Hynek IV. Krušina z Lichtenburka, Boček mladší z Kunštátu a Poděbrad, Bavor z Potštejna, Jan Puška z Kunštátu, Jan z Lomnice, Milota z Kravař, Heřman z Landštejna, Jan z Rožmitálu, Půta III. z Častolovic, Zdislav ze Zvířetic, Vok z Valdštejna, Václav ze Zvířetic, Vilém z Potštejna, Petr ze Zvířetic, Arnošt z Rychemburka, Jan z Vlašimi, Jan z Landštejna, Zdeněk Medek z Týnce, Zdeněk z Rožmitálu, Mikuláš z Valdštejna, Petr z Janovic a Chlumce, Jan Sádlo z Miličína a Kostelce, Jan z Košumberka, Mikuláš z Mochova a Roždalovic

### II – Čáslavsko
- Mikuláš starší z Ledče, Mikuláš mladší z Ledče, Zikmund z Milošovic, Václav z Ostrova, Bohuslav z Kozlého, Jan z Onšova, Dětřich ze Studené, Jan ze Studené, Alšík z Martinic, Mladota z Dobré Vody, Milota z Bohdanče, Mikšík z Horek, Vikéř z Jenišovic, Václav ze Sulislavě, Erazim z Otročíc, Linhart z Kunějovic, Bohuněk z Borovic, Bolech z Dalkovic, Jan z Dalkovic, Vítek ze Zhoře, Mlýnek ze Sedmipánův, Vilém ze Soutic, Matěj ze Soutic, Odolen ze Sloupna, Jaroš z Proseče, Diviš z Pertoltic, Vavřinec z Bohdanče, Jan z Proseče, Perknéř z Ostrova, Bozděch z Ostrova, Jan ze Zbraslavic, Smil ze Švabinova, Jan z Tuněchod, Petr ze Kšel, Albert z Nelechova, Dětřich ze Lhotic, Předbor ze Speřic, Oneš z Kamenice, Jindřich z Leštiny, Václav z Dobrovítova, Maršík ze Skály, Ruprecht z Okrouhlic, Vítek z Žehušic, Jan z Žínán, Bohuněk z Proseče, Léva z Luk, Přech z Žíňan, Markvart z Kojkovic, Václav ze Zvěřic (z Věřic?), Mikuláš z Pohledu, Petr z Pohledu, Václav z Polné, Jan z Leskovce, Jindřich z Čachovic, Miksa z Petrovic, Markvart ze Lhotic, Václav ze Lhotic, Maršík z Alberovic, Pešík z Alberovic, Chýna z Košetic, Petr z Miletína, Slávek z Komorovic, Mikuláš z Jiřic, Jan z Bystré, Mikuláš z Třebelic, Jan z Polné, Beneš z Vlačic, Mikuláš z Vlačic, Petr z Vyčap, Štěpán z Vyčap, Hanušek z Běstviny, Jan z Ostrožna, Hertvík ze Spáčic, Martin z Dašic, Chvalek z Hostovic, Racek z Vrdova, Lidéř z Horek, Vykl ze Semitěše, Jan ze Suchotlesk, Procek z Chořova, Albert ze Šebestianic, Jan ze Znance, Oldřich z Dobrovítova, Zdich ze Lhoty, Matěj z Chlístovic (Chajstovic), Vilém z Ostrova, Jan ze Zbuzevsi, Jan z Vrbky, Jošt ze Zhoře, Brum z Bělé, Bartold z Dobré Vody, Zdeněk z Přemilovic, Martin ze Zdeslavic, Záviš ze Zdeslavic, Petr z Brloha, Zdislav z Dobré Vody, Chýna z Pavlova, Předbor ze Lhotic, Kuneš z Pavlova, Jindřich z Dobrovítova

### III – Bechyňsko a Prácheňsko
- Petr z Malovic, Jan z Malovic, Zikmund z Malovic, Petr z Pacova, Jan z Kraselova, Lipold ze Žimuntic, Jan z Hrádku, Hrdoň z Kraselova, Petr z Drslavic, Jan z Dobronic, Vlach ze Březí, Vilém z Mladějovic, Hynek z Dražova, Ctibor z Vesce, Mikuláš z Dobromilic, Filip ze Želče, Petr z Radimovic, Bušek z Vzdietova, Vilém ze Skalice, Lipold z Ustúpenie, Přibíček z Ustúpenie, Bušek z Dráhová, Jindřich odtudž, Vilém z Mašovic, Jan z Mileňovic, Jošt ze Želče, Mikuláš z Vilémovic, Pešík ze Vzdietova, Petr z Dubu, Jan ze Rzavého, Víta ze Rzavého, Mikuláš z Polánky, Leopold z Moravce, Jan ze Štítného, Beneš ze Stranné, Přibík z Cholmině, Albert Roth z Dírné, Mikuláš Roth z Dírné, Linhart z Mnichu, Mikuláš z Mnichu, Chval ze Žďáru, Jan ze Smilkova, Rynart z Vřesna, Erazim z Nítovic, Jošt z Pošny, Hrdoň z Bozděchova (?), Jaroslav z Vojkova, Jan ze Skopytec, Petr ze Skopytec, Pelhřim ze Skopytec, Petr ze Dvorce, Stibor z Hvozdně, Bohuslav z Nemyšle, Jan z Radenína, Jan z Tožic, Hon z Kozmic, Vilém z Tožic, Štěpán z Čestic, Václav z Todně, Jan z Předslavic, Vilém ze Lčovic, Petr z Tisové, Protiva z Údimě, Petr z Vesce, Boček z Myslíkovic, Mrázek z Radimovic, Oldřich z Dobrominic, Beneš ze Stříteže, Beneš ze Strkova, Vojtěch ze Strkova, Lev ze Záluží, Mrakeš ze Stříteže, Prokop z Chotčin, Mikuláš z Kratošic, Zikmund z Dobromilic, Bohunek z Jetřichovic, Petr z Jablonné, Jan z Vrchotic, Přibík z Mírovic, Jindřich ze Stropnice, Jan z Ratibořic, Petr z Ratibořic, Litvín z Prudic, Václav ze Smilkova, Mrakeš z Petrovic, Jindřich z Bukovice, Otrad z Nezvěstovic, Jan z Radostic, Svašek z Podolí, Oldřich z Mníšku, Kunc z Tučap, Václav ze Zvěřince, Jan z Chotěmic, Albera z Těchobuze, Buzek z Jedlan, Matěj z Plasna, Přibíček z Hlasiva, Jan z Budislavě, Václav z Mezného, Jan ze Samosol, Jindřich z Hořovic

### IV – Chrudimsko
- Vilém z Vlašimě, Jan řečený Vavák z Vlkova, Hašek z Lukavic, Mikuláš z Běhošovic, Václav z Honbic, Mikuláš z Koloděj, Jan z Přepych, Martin ze Synčan, Václav z Hostovic, Štěpán z Dvekačovic, Jan z Ostrožna, Jiří z Telčic, Jan z Popovic, Jan Rúbík z Holetína, Maršík z Mikulovic, Jan z Koloděj, Jan z Předvořic, Jan z Kčečína, Jan ze Zdánic, Jiří ze Lhotky, Václav ze Sobčic, Boreš z Poděhus, Mikuláš z Barchova a Dýšic, Habard z Lomnice a z Moravan, Vilém z Košumberka a Chlumu, Matěj Holec II. z Nemošic, Jan z Rušinova, Hlaváč z Komárova, Ctibor z Markvartic, Jan starší z Lukavic, Kuneš z Huberga, Beneš z Kocourova, Jan řečený Holec z Nemošic, Diviš z Košumberka a z Chlumu, Václav z Choltic, Jan řečený Kavalec z Žumberka, Jan z Zigině, Václav ze Slavíkova, Albert z Bítovan, Oldřich z Holišovic, Beneš řečený Rubik ze Synčan, Vavřinec z Mnětic, Prokop z Jeníkova, Beneš řečený Brázda z Domanic, Bernard z Jestřebče, Půta z Lukavic, Arnošt ze Smrčku, Jan z Pašie, Beneš z Robús, Mikuláš z Křivé, Něpr z Pole, Jan řečený Těchlovec z Dobříkova, Petr Brázda ze Srbče, Petr z Habrova, Bohuněk z Holišovic, Jan z Markvartic, Buzek z Mezilesic, Jan z Rosic, Choňata ze Studence, Kuneš z Třibřich, Jan z Lipky, Bohuněk z Počapl, Stibor z Jenišovic, Prokop z Hořiněvsi, Zděnek z Radimě, Mařík z Dolan, Pavlík z Hostovic, Materna z Turova, Jan z Ivanovic, Mařík z Blatna, Jan ze Seslavec, Vilém z Heřmanic, Jan z Hostovic, Filip ze Synčan, Vilém z Holišovic, Jindřich z Púchobrad, Mikuláš ze Seslavec, Jan Rúbík ze Synčan, Václav z Třebošic, Petr z Nabočan, Jan z Vlčnova, Mikuláš z Poděhús a ze Sloupna, Jan mladší z Lukavic a Přísečna, Jan Hertvík z Ostrožna a z Rušinova

### V – vysoká šlechta z Moravy
- Lacek z Kravař (hejtman markrabství Moravského), Vilém I. z Pernštejna, Jan z Lomnice (nejvyšší komorník cúdy Brněnské), Petr z Kravař a ze Strážnice (nejvyšší komorník cúdy Olomoucké), Hanuš z Lipé (nejvyšší maršálek království Českého), Vaněk z Boskovic a Černé Hory, Jan z Bítova, Aleš z Kunštátu a z Rajce, Jaroslav ze Šternberka a Veselí, Vok IV. z Holštejna, Erhard mladší Puška z Kunštátu, Zikmund a Milota, bratří z Křížanova, Petr ze Sovince, Kuník z Drahotuší, Štěpán z Vartnova, Dobeš z Cimburka, Milota z Tvorkova, Jindřich z Valdštejna, Jan II. Ozor z Boskovic, Jindřich z Lipé, Archleb z Veteřova, Jimram Dúbravka z Dúbravice, Zbyněk z Dúbravic, Zbyněk ze Ztrálek

### VI – východní Morava
- Mikšík z Malenovic, Oldřich z Vraní, Čeněk z Šárova, Markvart z Jekova, Buzek z Vlachovic, Zich z Nedachlebic, Hereš z Velečína, Hynek z Kašíšova (Koščova?), Kašpar ze Švanfelda, Vojslav z Těchanovic, Markvart z Lúčan, Mikuláš z Přečkovic, Hereš ze Stehelce, Dík z Koběřic, Oněš z Lipína, Petr Hecht z Tyvírová (Turovic?), Mikuláš z Heršic, Franc z Pelhřimova, Beneš z Opatovic, Markvart z Valova, Jan ze Smrdovic, Beněk ze Lbenic, Gabriel ze Suchého Pole, Petr z Přeraz, Ješek z Libosvárli, Špalek z Očína

### VII – západní a jihozápadní Morava
- Sazema z Tošova, Mikuláš z Haly, Smil z Heroltic, Synek purkrabí z Meziříčí, Mikuláš z Tichovic, Francò z Police, Jan Skusky, Štefek purkrabí z Náměšti, Jan z Otradic, Vlček z Okarce, Vais z Tasova, Sabart z Rudolce, Beneš z Rudolce, Haras z Týnce, Matiáš z Baliny, Hroch z Řehořova, Beneš ze Sardik, Jan ze Lhotky, Jetřich z Braňsúd, Zikmund z Braňsúd, Michal z Těhalic, Vaněk z Opatova, Dobeš z Opatova, Bohuš z Vidonína, Jan ze Spalé, Jan z Núznic, Jiří z Kněníc

### VIII – střední, severovýchodní a severní Morava včetně Opavska
- Jedl z Rúsovan, Beneš z Trabenic, Drslav z Náklé, Oldřich z Rakodova, Bohuněk z Vratišova, Rynart z Třenic, Předbor z Třenic, Wolfart z Pavlovic, Stach z Hladu, Ješek z Drazdova, Štefek z Rakodova, Dyna z Žisné, Jan z Tasova, Racek z Výškova, Zdeněk z Věžek, Parcifal z Náměšti, Jan z Peterswaldu, Zbilut z Klecan, Václav z Loděnic, Čeněk z Mošnova, Petr řečený Němček z Záhorova, Racek z Kunvaldu, Jindřich z Žeranovic, Václav z Kukvic, Jindřich z Týna, Ješek z Jestřebí, Erazim z Vidovic (?), Oldřich z Rakova, Václav ze Slatiňan, Jan z Čížova (?), Jan Donát z Polomě, Mikeš Donát z Polomě, Jakub z Kroměšína, Jan z Útěchova, Mikuláš ze Studénky, Petr Černý ze Štikovic, Mateska z Vyklek, Jan z Hyncendorfa, Bareš Hládek ze Zámrsk, Jan Drn ze Zachovic, Záviš z Hyncendorfa, Drážek z Hrádku, Dobeš z Tisé, Jan z Kramsína, Rús z Doloplaz, Drlík z Bělé, Vladek ze Skřinic, Jan z Richenberka, Jan ze Zvole, Pardus z Žeranovic, Ješek z Štiftovic, Jan z Římic, Oldřich ze Lhoty, Aleš Kabát z Výškovic